# Maruina bellaca
Maruina bellaca är en tvåvingeart som beskrevs av Charles L. Hogue 1973. Maruina bellaca ingår i släktet Maruina och familjen fjärilsmyggor. Inga underarter finns listade i Catalogue of Life.